# Osmaniye (1864)
Osmaniye – turecki okręt pancerny (fregata pancerna) z lat 60. XIX wieku, jedna z czterech zbudowanych jednostek typu Osmaniye. Okręt wypierał 6400 ton, a jego główne uzbrojenie stanowiło jedno działo kalibru 229 mm i 14 dział kalibru 203 mm, wsparte lżejszą artylerią. Napędzana maszyną parową i żaglami jednostka rozwijała maksymalną prędkość 12 węzłów, a jej załoga liczyła od 356 do 362 osób.
Okręt został zwodowany 2 września 1864 roku w brytyjskiej stoczni Robert Napier and Sons w Glasgow, a w skład marynarki Imperium Osmańskiego wcielono go w listopadzie 1865 roku. Nazwę otrzymał na cześć panującego na przełomie XIII i XIV wieku sułtana Osmana I. „Osmaniye” uczestniczył w stłumieniu powstania kreteńskiego i wziął ograniczony udział w wojnie rosyjsko-tureckiej i grecko-tureckiej. Jednostka została rozbrojona w 1897 roku, a 31 lipca 1909 roku wycofano ją ze służby. „Osmaniye” został złomowany w 1923 roku.

## Projekt i budowa

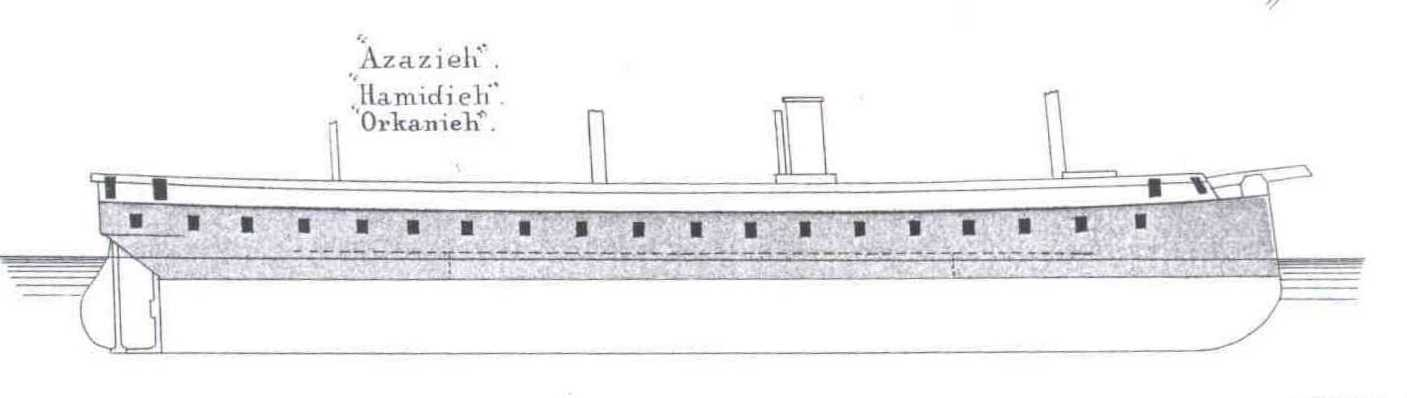
Uproszczony plan okrętów pancernych typu Osmaniye

W 1856 roku, po wojnie krymskiej z Rosją, flota turecka liczyła pięć żaglowych okrętów liniowych, sześć fregat, siedem korwet, osiem małych żaglowców i sześć bocznokołowych parowców. W następnych po wojnie latach rozwój floty przebiegał powoli, obejmując głównie przebudowę okrętów żaglowych na parowe. Gdy w 1861 roku władzę w Imperium Osmańskim objął sułtan Abdülaziz, rozpoczął ambitny program odbudowy floty tureckiej. Abdülaziz był pasjonatem wszelkich nowinek technicznych, a także żywo interesował się sprawami morskimi. Już w rok po objęciu rządów do przodujących w rozwoju technologicznym stoczni brytyjskich i francuskich zostały skierowane pierwsze zamówienia na nowe okręty, co poskutkowało zbudowaniem w latach 60. i 70. XIX wieku kilkunastu nowoczesnych okrętów pancernych. W rezultacie tego kosztownego programu turecka flota osiągnęła w latach 70. znaczną przewagę tonażową i technologiczną nad rosyjską Flotą Czarnomorską, licząc w 1877 roku 15 okrętów pancernych, siedem opancerzonych monitorów rzecznych, cztery stare okręty liniowe, siedem fregat, 12 korwet, 15 kanonierek i 14 awiz.
Cztery fregaty pancerne typu Osmaniye zostały zamówione przez Imperium Osmańskie w Wielkiej Brytanii w latach 1862–1863. Ich projekt bazował na brytyjskich fregatach pancernych typu Defence. Jednostki typu Osmaniye były we flocie tureckiej pierwszymi dużymi okrętami z żelaznym kadłubem i napędem parowym. „Osmaniye” został zbudowany w stoczni Robert Napier and Sons w Glasgow, pod numerem stoczniowym 255. Stępkę okrętu położono w marcu 1863 roku, a zwodowany został 2 września 1864 roku pod nazwą „Gazi Osman”. Jednostka otrzymała nazwę na cześć panującego na przełomie XIII i XIV wieku sułtana Osmana I, założyciela dynastii Osmanów. 27 czerwca 1865 roku okręt odbył próby morskie.

## Dane taktyczno-techniczne

### Charakterystyka ogólna
Okręt był fregatą pancerną (pancernikiem bateryjnym) ze zbudowanym z żelaza kadłubem o konstrukcji nitowej, z taranowym dziobem. Długość całkowita wynosiła 91,4 metra (89,3 metra między pionami) szerokość 16,9 metra i zanurzenie 7,9 metra. Na śródokręciu przed kominem znajdował się odkryty pomost bojowy. Wyporność projektowa wynosiła 4221 ton, a normalna 6400 ton.
Załoga okrętu składała się z 26–32 oficerów oraz 324–340 marynarzy. Kabiny oficerskie i ich mesy znajdowały się na rufie, a na pokładach dziobowych mieściły się marynarskie kambuzy, mesy, umywalnie, lazaret i inne pomieszczenia. Marynarze spali w hamakach rozwieszanych na pokładzie bateryjnym oraz na pokładach dziobowych. Do oświetlania pomieszczeń okrętowych używano świec i lamp świecowych.

### Urządzenia napędowe
Jednostka napędzana była przez poziomą maszynę parową bezpośredniego działania własnej produkcji stoczni o mocy 900 KM, do której parę dostarczało sześć skrzyniowych kotłów parowych, także wyprodukowanych w zakładach Robert Napier and Sons. Maszyna napędzała czteroskrzydłową śrubę o kształcie krzyżaka, która była w stanie rozpędzić okręt do prędkości maksymalnej 12 węzłów. Maksymalny zapas węgla wynosił 750 ton (normalnie 546 ton), co pozwalało na przebycie 1600 Mm. Spaliny odprowadzane były przez teleskopowy komin, obniżany podczas pływania pod żaglami i nakrywany stożkową osłoną na postoju. Okręt miał pełne ożaglowanie z trzema masztami (w tym grotmasztem o wysokości około 24 metrów) z takielunkiem barku o łącznej powierzchni 2200 m², co umożliwiało przy dobrej pogodzie uzyskanie prędkości 9–10 węzłów. Jednostka miała dobre właściwości morskie oraz stateczność, a jej średnica cyrkulacji wynosiła 785 metrów (ponad osiem długości kadłuba).

### Uzbrojenie

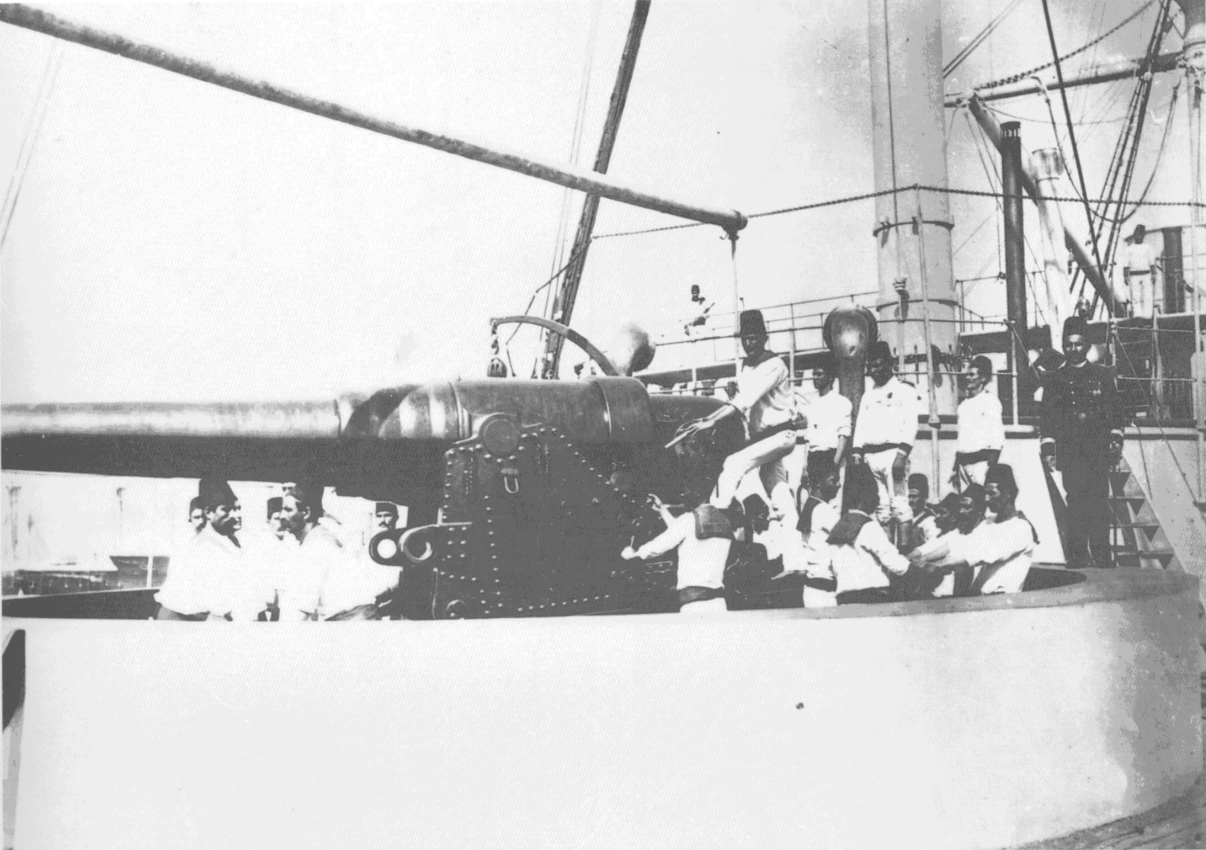
Obsługa rufowego działa kalibru 24 cm

Głównym uzbrojeniem artyleryjskim okrętu były pojedyncze gwintowane działa odprzodowe Armstronga . Na dziobie znajdowała się armata kalibru 229 mm (9 cali) MLR L/14, o masie 12 ton . Armata wykorzystywała pociski przeciwpancerne z utwardzonym czepcem lub zwykłe o masie 116,2 kg, wystrzeliwane za pomocą ładunków miotających o masie 22,7 kg. Maksymalna donośność wystrzeliwanego z prędkością początkową 439 m/s pocisku wynosiła około 6000 metrów. Uzbrojeniem głównym drugiego kalibru było 14 armat kalibru 203 mm (8 cali) MLR L/15, o masie 9 ton każda, umieszczonych na pokładzie bateryjnym (12 sztuk) i pokładzie górnym na rufie (dwie) . Armaty wykorzystywały pociski pełne lub zwykłe o masie 79,4 kg, wystrzeliwane za pomocą ładunków miotających o masie 15,9 kg z prędkością początkową 421 m/s. Ambrazury dział na pokładzie bateryjnym znajdowały się na wysokości 2,65 metra od wodnicy, a działa na pokładzie górnym umieszczone były na wysokości 5,1 metra ponad linią wodną. Na pokładzie bateryjnym znajdowało się również 10 gładkolufowych odprzodowych dział 36-funtowych Armstronga L/12 o masie 6,5 tony każda, wystrzeliwujących za pomocą ładunków miotających o masie 13,6 kg pociski ważące 50,8 kg z prędkością początkową 475 m/s . Magazyny amunicyjne znajdowały się w dolnej części kadłuba.
Na pokład zabierano też z reguły 4- lub 6-funtową armatę polową na podwoziu kołowym, przeznaczoną do wsparcia oddziału desantowego. Broń osobistą załogi stanowiło 200 karabinów, 50 rewolwerów, 50 szabel i 40 toporów.

### Opancerzenie
Głównym elementem opancerzenia okrętu był sięgający 0,8 metra poniżej i 1,8 metra powyżej wodnicy żelazny pas burtowy o grubości 140 mm (5,5 cala), na końcach kadłuba zwężający się do wysokości 1,4 metra ponad wodnicę i z grubością zmniejszoną do 76 mm (3 cale). Pas burtowy zamontowany był na drewnianym podkładzie o grubości 229 mm (9 cali). Pionowe ściany pokładu bateryjnego zabezpieczone były pancerzem o grubości 127 mm (5 cali), zmniejszającej się na skrajach kadłuba do 114 mm (4,5 cala). Znajdujące się na pokładzie dziobowym działo kalibru 229 mm osłonięte było przedpiersiem o grubości 102 mm (4 cale).

### Wyposażenie i malowanie
Okręt wyposażony był w cztery kotwice admiralicji, podnoszone dwoma umieszczonymi za fokmasztem i grotmasztem kabestanami z napędem ręcznym, przebiegającymi przez pokład górny i dolny. Jako środki ratownicze i komunikacyjne na okręcie znajdowały się: dwa barkasy (umieszczone na pokładzie na śródokręciu) oraz welbot, dwa jole i szalupa, zawieszone na obu burtach na wysokości stermasztu.
Kadłub okrętu wraz z kominem pomalowane były na kolor czarny, nadburcie miało kolor biały, a część podwodna kolor ceglasty; wodnicę wyznaczał biały pas o szerokości około 20 cm. Maszty, bukszpryt i pokład nie były malowane i miały naturalny kolor drewna, a łodzie okrętowe pomalowane były w części widocznej z zewnątrz na kolor biały. Jednostka miała złocone zdobienia dziobu i rufy; dziobowe składało się z okrągłej tarczy i starej broni.

## Służba
„Osmaniye” został wcielony do służby w marynarce wojennej Imperium Osmańskiego w listopadzie 1865 roku. W kwietniu 1867 roku „Osmaniye” wraz z siostrzanym „Mahmudiye”, który był okrętem flagowym wielkiego admirała Ahmeta Vesima Paszy, uczestniczyły w stłumieniu powstania kreteńskiego, dostarczając do Zatoki Suda oddziały mające wzmocnić tamtejszy garnizon. Na przełomie 1868 i 1869 roku siostrzane „Osmaniye”, „Aziziye” i „Orhaniye” patrolując wody nieopodal wyspy Siros przechwyciły wiele greckich statków usiłujących dostarczyć zaopatrzenie dla walczących na Krecie powstańców. 11 stycznia 1878 roku, w końcowej fazie wojny rosyjsko-tureckiej, „Osmaniye” wraz z okrętem pancernym „Asar-i Tevfik” ostrzelały Eupatorię, a za dwa dni Teodozję, w wyniku czego ucierpiała ludność cywilna tych miast. Następnie okręt uczestniczył w ewakuacji wojsk tureckich z Oczamcziry i Ozurgeti do Batumi, a 27 stycznia osłaniał ewakuację 35-tysięcznej armii z Porto Lagos, w której uczestniczyły trzy fregaty, siedem parowców i dwa holowniki. Po zakończeniu wojny jednostka została odstawiona w Stambule do rezerwy.
Po przegranej wojnie z Rosją sułtan Abdülhamid II znacząco ograniczył środki finansowe przeznaczone na utrzymanie floty, w wyniku czego tureckie okręty przez lata nie wychodziły z portów, pogarszał się ich stan techniczny i spadał poziom wyszkolenia załóg. W 1880 roku na „Osmaniye” przeprowadzono remont kapitalny, który m.in. obejmował wymianę całego deskowania pokładu. Podczas prób morskich przeprowadzanych po remoncie, nieopodal Gelibolu okręt wszedł na mieliznę, odnosząc nieznaczne uszkodzenia.
W 1884 roku usunięto 10 dział 36-funtowych Armstronga, montując w zamian na nadburciach cztery lub sześć czterolufowych kartaczownic Nordenfelta kalibru 25,4 mm L/35. Kartaczownica Nordenfelta w wariancie czterolufowym miała masę 203 kg, strzelała pociskami o masie 0,206 kg z prędkością początkową 446 m/s, a każda lufa zasilana była z 10-nabojowych magazynków. W latach 1884–1886 na pokładzie okrętu testowano odtylcowe armaty Kruppa, umieszczone na improwizowanych lawetach fortecznych i lądowych.

### Przebudowa

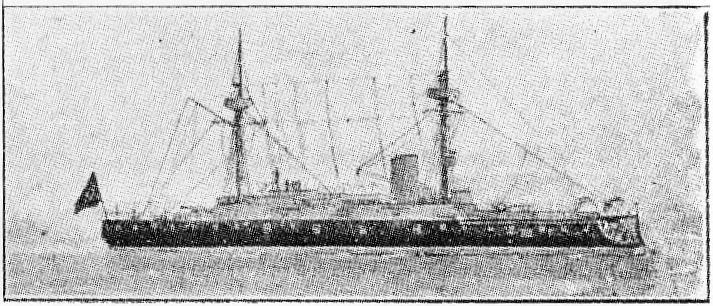
„Osmaniye” po przebudowie na początku XX wieku

W latach 1890–1894 „Osmaniye” przeszedł poważną przebudowę na pancernik barbetowy. Prace przeprowadzono w krajowej stoczni Tersâne-i Âmire w Stambule przy pomocy specjalistów włoskiej firmy Ansaldo. Modernizacja objęła likwidację ożaglowania oraz remont maszyny parowej i montaż sześciu nowych kotłów cylindrycznych wyprodukowanych przez Tersâne-i Âmire; na próbach okręt osiągnął prędkość 10 węzłów. Wymieniono płyty pancerza burtowego na nowe o grubości 127 mm (5 cali), taką samą grubość pancerza otrzymała wieża dowodzenia. Na śródokręciu osadzono masywną nadbudówkę o grubości ścian wynoszącej 254 mm (10 cali), wykonaną z drewna obitego blachą o grubości 13 mm (0,5 cala); identycznej konstrukcji i grubości były barbety dział artylerii głównej. Skrócono maszty i zdemontowano nadburcie, zastępując je relingami; usunięto też zdobienie rufowe. Zdemontowano wszystkie ciężkie działa Armstronga i zainstalowano w zamian armaty produkcji Kruppa . Na dziobowej i rufowej barbecie zamontowano pojedyncze działa odtylcowe kalibru 24 cm C/72 L/22 o masie 15,5 tony każda, osłonięte później maskami o grubości 25 mm. Armaty wykorzystywały pociski przeciwpancerne lub zwykłe o masie 119 i 139 kg, wystrzeliwane za pomocą ładunków miotających o masie 20–24 kg. Maksymalna donośność wystrzeliwanego z prędkością początkową 457 m/s pocisku wynosiła 6000 metrów, a szybkostrzelność 1 strzał co 4 minuty. Na pokładzie bateryjnym znalazło się osiem dział kalibru 15 cm C/73 L/25 o masie 3,9 tony każda, strzelających pociskami masie 39 kg z prędkością początkową 495 m/s na maksymalną odległość 8500 metrów z szybkostrzelnością 2–3 strz./min. W umieszczonych na ścianach nadbudówki barbetach zamontowano też cztery, a na burtach na śródokręciu kolejne dwie armaty kalibru 10,5 cm C/85 L/35 o masie 2,1 tony każda. Armaty strzelały pociskami o masie 16 kg z prędkością początkową 480 m/s na maksymalną odległość 7500 metrów. Do obrony przed torpedowcami służyło osiem kartaczownic Nordenfelta kalibru 25,4 mm: sześć stacjonarnych (po dwie na pokładzie dziobowym i rufowym oraz na spardeku) i dwie przewoźne, na podwoziu kołowym; na marsach dwóch masztów głównych zamontowano też po jednej kartaczownicy Nordenfelta kalibru 11 mm. Na obu burtach zainstalowano dwie pojedyncze obrotowe wyrzutnie torped kalibru 356 mm, które można było wychylać w kierunku dziobu pod kątem 45°, z łącznym zapasem sześciu torped.
Na pokładzie śródokręcia z prawej burty przenoszono niewielki torpedowiec III klasy „Şemşir-i Hücum” z napędem parowym o wyporności 14 ton, uzbrojony w dwie zrzutnie torped kalibru 356 mm, opuszczany i podnoszony za pomocą dużego bomu zamontowanego na przednim maszcie. Jako środki ratownicze i komunikacyjne na pokładzie przewożono dwa barkasy, dwie szalupy i jol. W wyniku modernizacji wyporność okrętu zmniejszyła się do 6299 ton, nieznacznie zmniejszyła się też liczebność załogi.

### Dalsza służba
18 marca 1897 roku, po wybuchu wojny grecko-tureckiej, „Osmaniye” wraz z „Aziziye” wyszły z kotwicowiska w Złotym Rogu i udały się w stronę Dardaneli. „Osmaniye” w składzie 2. Floty patrolował rejon Dardaneli, Izmiru i wysp Morza Egejskiego. Przeprowadzone 15 kwietnia ćwiczenia artyleryjskie wykazały fatalny stan techniczny większości tureckich okrętów i spowodowały wiele uszkodzeń (m.in. na „Osmaniye” przemieściło się 16 z 18 dział, z czego kilka uległo awarii, a większość z oporopowrotników armat Kruppa uległa rozszczelnieniu); siłownia jednostki pozwalała na osiągnięcie prędkości jedynie 5–6 węzłów. 15 maja okręty tureckie wzięły udział w kolejnych ćwiczeniach, które potwierdziły brak jakiejkolwiek wartości bojowej floty, głównie ze względu na fatalną celność ognia i niską szybkostrzelność. Po zakończeniu działań wojennych okręt został rozbrojony i odstawiony w Çanakkale do rezerwy.
W 1908 roku „Osmaniye” został przeholowany do Stambułu. 31 lipca 1909 roku okręt wycofano ze służby, po czym pełnił w Stambule funkcję hulku. W 1923 roku kadłub jednostki został sprzedany w celu złomowania.